# Listă de date prezise pentru sfârșitul lumii

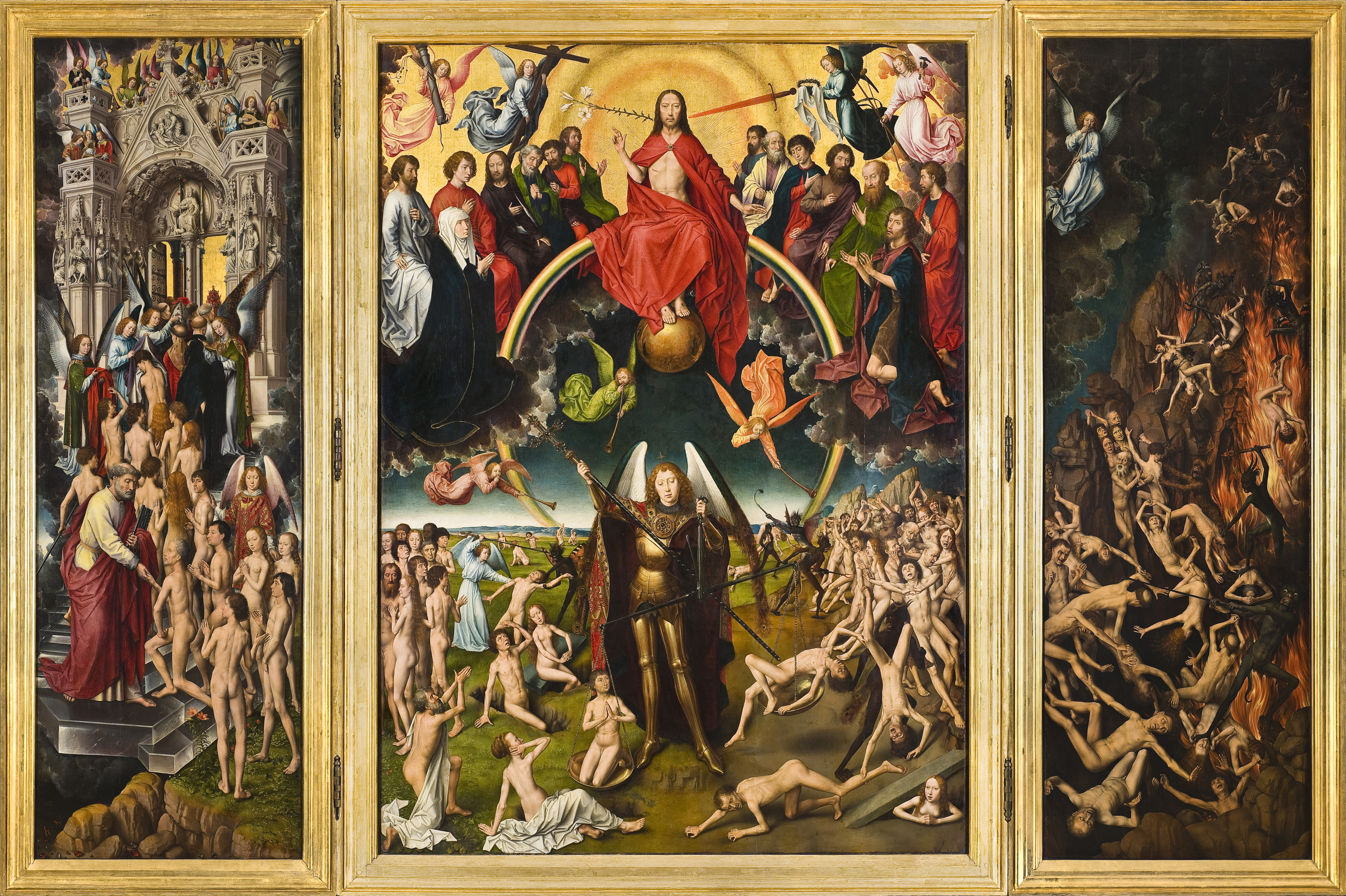
Ultima Judecată este un triptic atribuit pictorului flamand Hans Memling și pictat între 1467 și 1471. În credința creștină, Judecata de Apoi este un eveniment apocaliptic în care Dumnezeu face o judecată finală a tuturor oamenilor de pe Pământ.

Previziunile evenimentelor apocaliptice care ar avea ca rezultat dispariția umanității, prăbușirea civilizației sau distrugerea planetei au fost făcute cel puțin încă de la începutul erei noastre. Cele mai multe predicții sunt legate de religiile avraamice, acestea adesea reprezintă sau sunt asemănătoare cu evenimentele escatologice descrise în scripturile lor. Predicțiile creștine se referă în mod obișnuit la evenimente precum Răpirea Bisericii, Marele necaz, Judecata de Apoi și A doua venire a lui Hristos. Se preconizează că multe evenimente religioase ale vremurilor de sfârșit vor avea loc în timpul vieții persoanei care face predicția, care citează adesea Biblia și, în special, Noul Testament, fie ca sursă principală sau exclusivă pentru predicții. Adesea, această predicție ia forma unor calcule matematice, cum ar fi încercarea de a calcula perioada în care ar fi trecut 6000 de ani de la presupusa creare a Pământului de către Dumnezeul avraamic, care, conform Talmudului, marchează termenul limită pentru apariția lui Mesia. Predicții ale sfârșitului ca urmare a unor evenimente naturale au fost, de asemenea, teoretizate de diverși oameni de știință și grupuri științifice. În timp ce aceste dezastre sunt în general acceptate în comunitatea științifică ca scenarii plauzibile de „sfârșitul lumii”, evenimentele și fenomenele de acest tip se așteaptă să aibă loc peste sute de mii sau chiar miliarde de ani de acum înainte.
S-au făcut puține cercetări cu privire la motivul pentru care oamenii fac predicții apocaliptice. Din punct de vedere istoric, acestea au fost făcute din motive precum deturnarea atenției de la crizele reale, cum ar fi sărăcia și războiul, promovarea agendelor politice și promovarea urii față de anumite grupuri; antisemitismul a fost o temă populară a predicțiilor apocaliptice creștine în epoca medievală, în timp ce reprezentările franceze și luterane ale apocalipsei erau cunoscute ca prezentând antagoniști englezi și, respectiv, catolici. Potrivit psihologilor, posibilele explicații ale motivului pentru care oamenii cred în predicțiile apocaliptice moderne includ reducerea mentală a pericolului real din lume la o sursă unică și definibilă, o fascinație înnăscută a omului pentru frică, trăsături de personalitate de paranoia și neputință sau un romantism modern datorat unui  final, -ori datorită portretizării sale în ficțiunea contemporană. Se spune că prevalența religiilor avraamice de-a lungul istoriei moderne a creat o cultură care încurajează îmbrățișarea unui viitor care va fi drastic diferit de prezent. O astfel de cultură a dus la creșterea în popularitate a predicțiilor care sunt mai seculare, cum ar fi fenomenul din 2012, menținând în același timp tema veche de secole că o forță puternică va aduce sfârșitul umanității.
Sondajele efectuate în 2012 în 20 de țări au constatat că peste 14% dintre oameni cred că lumea se va sfârși pe parcursul vieții lor, cu procente variind de la 6% din Franța la 22% în SUA și Turcia. Se observă că această credință în apocalipsă este cea mai răspândită la persoanele cu rate mai scăzute ale educației, venituri mai mici ale gospodăriilor și la cei sub 35 de ani. În Marea Britanie, în 2015, 23% din publicul larg credea că apocalipsa ar putea avea loc în timpul vieții, comparativ cu 10% dintre experții de la Global Challenges Foundation. Publicul larg credea că cea mai probabilă cauză ar fi un război nuclear, în timp ce experții credeau că ar fi inteligența artificială. Doar 3% dintre britanici credeau că sfârșitul va fi cauzat de Judecata de Apoi, față de 16% dintre americani. Între unu și trei procente dintre oamenii din ambele țări au spus că apocalipsa va fi cauzată de zombi sau de o invazie extraterestră.
Aceasta este o listă de date calendaristice la care s-au prezis diferite evenimente apocaliptice, în special sfârșitul lumii.
În timp ce religiile tradiționale (creștine) nu vorbesc despre o dată specifică privind sfârșitul lumii-
„Dar despre ziua aceea și despre ceasul acela nimeni nu știe, nici îngerii din ceruri, nici Fiul, ci doar Tatăl”—Marcu 13:31-32
au existat de-a lungul timpului numeroase încercări de a prezice o dată exactă.

## Listă de date prezise pentru sfârșitul lumii

### Primul milenniu CE
| Data            | Cine a făcut prezicerea                                   | Descriere | Referințe            |
| 66-70 e.n.      | Simon bar Giora, esenienii evrei                          | Secta eseniană a evreilor asceți a văzut revolta împotriva romanilor din anii 66-70 ca fiind bătălia finală de dinaintea venirii lui Mesia. Simon a bătut o monedă pe care este descrisă mântuirea Israelului                                    | [ 16 ] [ 17 ]        |
| 365 e.n.        | Ilarie de Poitiers                                        | Episcopul franc a anunțat că sfârșitul lumii va avea loc în acel an | [ 18 ]               |
| 375-400 e.n.    | Martin de Tours                                           | A declarat ca lumea se va sfârși înainte de anul 400, scriind „Nu este nicio îndoială că Antihristul s-a născut deja. Recunoscut deja de la o vârstă fragedă, va atinge la maturitate puterea absolută.”                                         | [ 19 ] [ 20 ]        |
| 500 e.n.        | Hipolit din Roma, Sextus Julius Africanus, Irineu de Lyon | Toți trei au prezis întoarcerea lui Isus în anul 500. Una dintre preziceri a fost bazată pe dimensiunile Arcei lui Noe. | [ 21 ] [ 22 ]        |
| 6 aprilie 793   | Beatus din Liebana                                        | Călugărul spaniol a profețit a doua venire a lui Cristos și sfârșitul lumii în acea zi în timpul unei predici. | [ 21 ]               |
| 800             | Sextus Julius Africanus                                   | Sextus Julius Africanus a revizuit data zilei apocalipsei pentru anul 800 | [ 23 ]               |
| 799–806         | Grégoire de Tours                                         | A calculat că sfârșitul lumii va fi între 799 și 806 | [ 24 ]               |
| 848             | Thiota                                                    | A declarat sfârșitul lumii pentru acel an, deși mai târziu a mărturisit că predicția a fost frauduloasă și a fost biciuită public | [ 25 ] [ 26 ]        |
| 992-995         | Diverși creștini                                          | Vinerea Mare a coincis cu Buna Vestire. S-a crezut multă vreme că aceasta va aduce Antihristul și vremea de pe urmă în următorii 3 ani | [ 27 ]               |
| 1 ianuarie 1000 | Papa Silvestru al II-lea                                  | Apocalipsa Mileniului, după o mie de ani de creștinism. Mai mulți clerici au prezis sfârșitul lumii la aceasta data, între care și papa Silvestru al II-lea. Au avut loc revolte în Europa și pelerinii au început să se îndrepte spre Ierusalim | [ 28 ] [ 29 ] [ 30 ] |

### Secolele XI - XV
| Data              | Cine a făcut prezicerea   | Descriere | Referințe     |
| 1033              | Diverși creștini          | După fiasco-ul prezicerii de pe 1 ianuarie 1000, unii teoreticieni teologi au propus varianta că sfârșitul lumii va avea loc la 1000 de ani de la moartea lui Isus, și nu de la naștere.          | [ 21 ] [ 31 ] |
| Sfârșitul sec. XI | Diverși creștini          | Până la cruciade, mulți au făcut pelerinajul la Ierusalim în speranța că vor fi salvați, pentru că „blestemul zilei de apoi era asupra lor; oamenii nu mai lucrau pământul, de teama sfârșitului” |               |
| 1200–1260         | Gioacchino da Fiore       | Mistic italian care a determinat că mileniul de fapt începe între 1200 și 1260 | [ 32 ]        |
| 1284              | Papa Inocențiu al III-lea | Papa Inocențiu al III-lea, care a murit în 1216, a prezis că lumea se va sfârși la 666 de ani după răspândirea islamului                                                                          | [ 19 ]        |
| 1290 1335         | Călugării ioachimiți      | Discipolii lui Gioacchino da Fiore (Ioachim din Flora) au reprogramat sfârșitul pentru 1290 și apoi în 1335, după ce prezicerea din 1290 a eșuat.                                                 | [ 33 ]        |
| 1346-1351         | Diverși europeni          | Epidemia de ciumă neagră care s-a răspândit în întreaga Europă a fost interpretată de mulți ca fiind un semn al sfârșitului vremurilor.                                                           | [ 34 ] [ 35 ] |
| 1370              | Jean de Roquetaillade     | Anticristul avea să vină în 1366, iar Mileniul ar fi trebuit să înceapă în 1368 sau 1370 | [ 36 ]        |
| 1378              | Arnaldus de Villanova     | Acest ioachit a scris că Anticristul avea să vină în cursul acelui an. | [ 37 ]        |

### Secolul XVI
| Data              | Cine a făcut prezicerea | Descriere | Referințe     |
| 1504              | Sandro Botticelli       | Crezând că se află în vremea Tribulației, și că Mileniul va începe în 1503, a descris în pictura lui „Nativitatea mistică” că diavolul a fost eliberat și că în curând va fi înlănțuit.                                                                                       | [ 38 ] [ 39 ] |
| 1 februarie 1524  | Astrologi din Londra    | Un grup de astrologi din Londra au prezis ca lumea se va sfârși printr-o inundație, care va începe in Londra, bazându-se pe calcule făcute în luna iunie a anului precedent. Preventiv, 20000 de londonezi și-au abandonat locuințele și s-au îndreptat spre zone mai înalte. | [ 40 ] [ 41 ] |
| 20 februarie 1524 | Johannes Stöffler       | O aliniere planetară în zodia Pești a fost interpretată de acest astrolog ca un semn al Mileniului. | [ 40 ]        |
| 1524–1526         | Thomas Müntzer          | 1525 avea să marcheze începutul Mileniului, conform acestui anabaptist. Adepții lui au fost uciși cu tunul într-o bătălie cu trupele guvernamentale. El a fost torturat și apoi decapitat.                                                                                    | [ 31 ] [ 42 ] |
| 27 mai 1528       | Hans Hut                | A prezis sfârșitul lumii pentru această zi. | [ 43 ]        |
| 1528              | Johannes Stöffler       | A revizuit data, după ce previziunea sa pentru 1524 nu s-a adeverit. | [ 44 ]        |
| 19 octombrie 1533 | Michael Stifel          | Matematicianul a calculat ca Ziua de Apoi va începe la 8 dimineața în această zi. | [ 45 ]        |
| 1533              | Melchior Hoffman        | Profetul anabaptist a prezis a doua întoarcere a lui Hristos în acel an, în Strasbourg. A declarat că 144.000 de oameni vor fi mântuiți, iar ceilalți vor fi mistuiți de flăcări.                                                                                             | [ 46 ]        |
| 5 aprilie 1534    | Jan Matthys             | În timpul Răscoalei de la Münster, acest lider anabaptist a declarat că apocalipsa va avea loc în această zi și că doar Münster va fi cruțat. Când a venit ziua, a condus un atac eșuat împotriva lui Franz von Waldeck și a fost decapitat.                                  | [ 47 ]        |
| 1555              | Pierre d'Ailly          | În jurul anului 1400, acest teolog francez a scris că 6845 ani de istorie umană s-au scurs deja, iar sfârșitul lumii va veni la 7000 de ani. | [ 48 ]        |
| 1585              | Miguel Servet           | În cartea sa The Restoration of Christianity „Restaurația creștinismului”, reformistul spaniol spune că domnia diavolului în această lume a început în anul 325 e.n., la Consiliul de la Niceea, și se va încheia după 1260 de ani, adică în 1585.                            | [ 49 ]        |
| 1588              | Regiomontanus           | A prezis sfârșitul lumii pentru acel an. | [ 50 ]        |
| 1600              | Martin Luther           | A prezis ca sfârșitul lumii va avea loc nu mai târziu de anul 1600. | [ 51 ]        |

### Secolul XVII
| Data             | Cine a făcut prezicerea                          | Descriere | Referințe     |
| 1 februarie 1624 | Astrologi din Londra                             | Aceiași astrologi care au prezis inundația din 1 februarie 1524, au recalculat data pentru 1 februarie 1624, după ce prima dată nu s-a confirmat.                                       | [ 40 ] [ 41 ] |
| 1648             | Sabbatai Zevi                                    | Folosind Cabala, acest rabin din Smyrna (în prezent Izmir,Turcia), a proclamat că Mesia va veni în acel an.                                                                             | [ 50 ]        |
| 1651             | Autor necunoscut din Lübeck, Germania            | Hărțile apocalipsei vorbesc despre un Antihrist, ascensiunea islamului și alte evenimente care au urmat Zilei Judecății, despre care se prevedea că va avea loc în 1651.                | [ 52 ]        |
| 1654             | Helisaeus Roeslin                                | Fizicianul a prezis ca lumea se va sfârși în acel an, pe baza observării unei nove, în 1572.                                                                                            | [ 53 ]        |
| 1656             | Cristofor Columb                                 | În lucrarea sa Cartea Profețiilor (1501), Columb a prezis că lumea se va sfârși în 1656                                                                                                 | [ 54 ] [ 55 ] |
| 1655–1657        | Grupul englez Fifth Monarchists (A 5-a monarhie) | Acest grup de radicali creștini a prezis că bătălia apocaliptică finală și distrugerea Antihristului vor avea loc între 1655 și 1657.                                                   | [ 56 ]        |
| 1658             | Cristofor Columb                                 | Columb a declarat că lumea a fost creată în anul 5343 i.e.n. și că va dura 7000 de ani. Presupunând că nu există anul zero, înseamnă că sfârșitul ar fi trebuit să vină în 1658         | [ 57 ]        |
| 1660             | Joseph Mede                                      | Mede a declarat că Antichristul a apărut în 456, iar sfârșitul va veni în 1660. | [ 58 ]        |
| 1666             | Sabbatai Zevi                                    | După prezicerea eșuată din 1648, Zevi a recalculat sfârșitul lumii pentru 1666. | [ 50 ]        |
| 1666             | Grupul “A 5-a monarhie”                          | Prezența numărului 666 în această dată, moartea a 100.000 de londonezi în epidemia de ciumă bubonică și Marele incendiu din Londra, au dus la teama superstițioasă a sfârșitului lumii. | [ 59 ] [ 60 ] |
| 1673             | William Aspinwall                                | A făcut parte din grupul “A 5-a monarhie”. A prezis că Mileniul va începe în acel an.                                                                                                   | [ 61 ]        |
| 1688             | John Napier                                      | Matematicianul a calculat sfârșitul lumii pentru acel an, pe baza calculelor din Evanghelia lui Ioan.                                                                                   | [ 62 ]        |
| 1689             | Pierre Jurieu                                    | Profetul a prezis Ziua de Apoi pentru acel an. | [ 63 ]        |
| 1694             | John Mason                                       | Preotul și poetul anglican a prezis că Mileniul va începe în acel an | [ 64 ]        |
| 1694             | Johann Heinrich Alsted                           | A prezis că Mileniul va începe în acel an | [ 65 ]        |
| 1694             | Johann Jacob Zimmermann                          | A crezut că Isus se va întoarce și lumea se va sfârși în acel an. | [ 66 ]        |
| 1697             | Cotton Mather                                    | Acest preot puritan a prezis sfârșitul lumii pentru acel an. După ce nu s-a adeverit, a mai revizuit data de două ori.                                                                  | [ 47 ]        |
| 1700             | John Napier                                      | După ce previziunea pentru 1688 nu s-a adeverit, Napier și-a revizuit predicția pentru acest an.                                                                                        | [ 67 ]        |
| 1700             | Henry Archer                                     | În lucrarea sa din 1642 The Personall Reigne of Christ Upon Earth, Domnia lui Hristos pe pământ, Archer a prezis a doua venire a lui Isus în acel an.                                   | [ 68 ]        |

### Secolul XVIII
| Data              | Cine a făcut prezicerea                       | Descriere | Referințe     |
| 1705–1708         | Camisarzii (protestanți francezi)             | Profeții hughenoți au prezis sfârșitul lumii pentru unul din acești trei ani. | [ 63 ]        |
| 1716              | Cotton Mather                                 | A revizuit predicția, după ce aceea din 1697 nu s-a adeverit. | [ 47 ]        |
| 5 aprilie 1719    | Jakob Bernoulli                               | Matematicianul a prezis că o cometă va distruge Pământul în acea zi. | [ 53 ]        |
| 1700–1734         | Nicolaus Cusanus (Nicholas de Cusa)           | Cardinalul a prezis că lumea se va sfârși între anii 1700 și 1734. | [ 69 ]        |
| 1736              | Cotton Mather                                 | A treia și ultima predicție a lui Mather pentru sfârșitul lumii. | [ 47 ]        |
| 1757              | Emanuel Swedenborg                            | Swedenborg, un fost luteran, a susținut că Judecata de Apoi a avut loc în lumea spirituală anul acesta. | [ 70 ] [ 71 ] |
| 19 mai 1780       | Parlamentul statului Connecticut, Noua Anglie | Cerul s-a întunecat în acea zi, ceea ce a fost interpretat ca un semn al sfârșitului vremurilor. Cauza acestui eveniment se crede că a fost fumul din incendiile de pădure, o ceață deasă sau o formațiune noroasă. | [ 72 ]        |
| 1789              | Pierre d'Ailly                                | Anul 1789 avea să aducă venirea Antichristului, conform acestui cardinal din sec. XIV. | [ 73 ]        |
| 1792 1794         | Secta „Shakers”, Anglia                       | A prezis în două rânduri sfârșitul lumii. | [ 47 ]        |
| 19 noiembrie 1795 | Nathaniel Brassey Halhed                      | în timpul campaniei pentru eliberarea fraților Richard, Halhead a proclamat că lumea se va sfârși în acea zi. | [ 74 ]        |
| 1793–1795         | Richard Brothers                              | Acest fost marinar a declarat că Mileniul va începe între 1793 și 1795. În cele din urmă, a fost internat într-un azil de nebuni                                                                                    | [ 69 ]        |

### Secolul XIX
| Data                                | Cine a făcut prezicerea | Descriere | Referințe            |
| 1805                                | Christopher Love        | Preotul presbiterian a prezis distrugerea lumii printr-un cutremur în 1805, după care va urma o eră de pace fără sfârșit, când dumnezeu se va face tuturor cunoscut.                                                                                          | [ 75 ]               |
| 1806                                | Mary Bateman            | În orașul Leeds din Anglia, o găină a făcut ouă pe care scria „Hristos va veni”. Ulterior s-a descoperit că a fost o farsă. Proprietara găinii, Mary Bateman, a scris textul pe ouă cu o cerneală corozivă, după care a reintrodus ouăle în oviductul găinii. | [ 76 ] [ 77 ]        |
| 19 octombrie 1814                   | Joanna Southcott        | Profeta în vârstă de 64 de ani a declarat că era însărcinată cu copilul lui Crisos, care se va naște pe 9 octombrie 1814. Ea a murit în acel an, iar o autopsie a dovedit că nu era însărcinată.                                                              | [ 78 ]               |
| 1836                                | Johann Albrecht Bengel  | În anul 1730 a declarat că pe baza unui studiu atent a profețiilor din biblie, Ziua de Apoi va veni în 1836, avându-l pe Papă în rolul Anticristului iar pe francmasoni reprezentând profeții falși din Revelații.                                            | [ 79 ]               |
|                                     | John Wesley             | Wesley, fondatorul bisericii Metodiste, a prevăzut începerea Mileniului în acest an. A scris că versetul Revelații 12:14 se referă la anii 1058-1836, când „Cristos ar trebui să vină”.                                                                       | [ 76 ] [ 80 ]        |
| 28 aprilie 1843 – 31 decembrie 1843 | Secta milleritilor, USA | Deși conducerea sectei nu a declarat-o în mod oficial, mulți dintre membrii ei așteptau a doua venire a lui Cristos în aceste două date. | [ 81 ]               |
| 1843                                | Harriet Livermore       | Prima din cele două predicții ale acestei predicatoare cum că lumea se va sfârși. | [ 82 ]               |
| 21 martie 1844                      | William Miller          | A prevăzut întoarcerea lui Cristos pentru acea zi. | [ 83 ]               |
| 24 octombrie 1844                   | Secta milleriților, SUA | După ce Cristos nu s-a întors pe 21 martie 1844, secta a revizuit predicția lui William Miller pentru 2 octombrie 1844, spunând că au calculat greșit, ceea ce a dus la Marea Dezamăgire                                                                      | [ 83 ] [ 84 ]        |
| 7 august 1847                       | George Rapp             | Rapp, fondatorul societății „Armonia”, a predicat că Isus se va întoarce în timpul vieții sale, chiar în ziua în care a murit, pe 7 august 1947 | [ 85 ]               |
| 1847                                | Harriet Livermore       | A doua predicție a sfârșitului lumii de la acest predicator. | [ 82 ]               |
| 1853-1856                           | diverși                 | Mulți au crezut că Războiul Crimeii este Bătălia Armaghedonului. |                      |
| 1862                                | John Cumming            | Clericul scoțian a declarat că în 1862 s-au scurs 6000 de ani de la Creație și că lumea se va sfârși. | [ 86 ]               |
|                                     | Joseph Morris           | Un englez convertit la mormonism, Morris a avut revelația de a-i aduna pe discipolii săi pentru a aștepta a doua venire, în câteva date succesive. | [ 87 ]               |
| 1863                                | John Wroe               | Fondatorul Bisericii israelite creștine a calculat ca Mileniul va începe în acel an. | [ 78 ]               |
| 1873–1874                           | Jonas Wendell           | În 1870 Wendell și-a publicat opiniile în manifestul intitulat „Adevărul prezent”, concluzionând că a doua venire va fi în mod cert în 1873 | [ 88 ] [ 89 ] [ 90 ] |
| 1873                                | Charles Taze Russell    | A prezis întoarcerea lui Isus pentru anul 1874, iar după această dată a reinterpretat predicția spunând că Isus s-a întors într-o formă invizibilă. |                      |
| 1881                                | Mama Shipton (atr.)     | Această profetă din sec. XV ar fi spus că lumea se va sfârși în anul 1881, se arăta într-un citat dintr-o carte publicată în 1862. În 1873 s-a dovedit a fi un fals, dar unii au crezut ca sfârșitul va veni.                                                 | [ 91 ]               |
| 1890                                | Wovoka                  | Fondatorul mișcării „Dansul spiritelor” a prezis în 1889 că Mileniul se va întâmpla în 1890. | [ 92 ]               |

### Secolul XX
| Data                                   | Cine a făcut prezicerea                        | Descriere | Referințe       |
| 1901                                   | Biserica Apostolică Catolică                   | Această biserică, fondată în 1831, a declarat ca Isus se va întoarce până la data la care toți cei 12 fondatori vor muri. Ultimul dintre ei a murit în 1901. | [ 93 ]          |
| 1910                                   | Camille Flammarion                             | A prezis că apariția din 1910 a cometei Halley „va impregna atmosfera și probabil va rade toata viața de pe planetă”. Pastile anti-cometă au fost vândute împotriva gazelor toxice. Cometa a sugerat multora a doua venire. | [ 84 ] [ 94 ]   |
| 1892-1911                              | Charles Piazzi Smyth                           | Acest piramidologist a concluzionat pe baza cercetării dimensiunilor marii piramide din Giza că a doua venire va avea loc între 1892 și 1911. | [ 95 ]          |
| 1914                                   | Charles Taze Russell                           | ”…bătălia marii zile a lui Dumnezeu atotputernicul… Data încheierii bătăliei este în mod cert indicată în Scriptură ca octombrie 1914. A început în octombrie 1874.” | [ 96 ]          |
| 1915                                   | John Chilembwe                                 | Acest educator baptist, lider al revoltei din Nyasaland a prezis că Mileniul va începe în acest an. | [ 92 ]          |
| 1918                                   | Asociația internațională a studenților biblici | „Creștinătatea va fi distrusă, odată cu glorificarea Micii Turme (biserica) în primăvara lui 1918...” | [ 97 ]          |
| 1920                                   | Asociația internațională a studenților biblici | În 1920 creștinismul va dispărea ca sistem și va fi succedat de guverne revoluționare. Dumnezeu „va distruge bisericile și membrii bisericilor cu milioanele”. Ei „vor pieri sub sabia războiului, revoluției și anarhiei”. Morții vor zăcea neîngropați. În 1920 toate guvernele vor cădea, iar anarhia va stăpâni toată lumea. | [ 98 ]          |
| 13 februarie 1925                      | Margaret Rowen                                 | Potrivit acestei adventiste de ziua a 7-a, Arhanghelul Gabriel i-a apărut într-o viziune și i-a spus că lumea se va sfârși în acea dată, la miezul nopții. | [ 99 ]          |
| 1926                                   | Spencer Perceval                               | Fiu al fostului prim ministru al Marii Britanii si unul dintre cei 12 Apostoli ai Bisericii Catolice Apostolice. A crezut că lumea se apropie de apocalipsă din cauza a ceea ce el a văzut ca o creștere a imoralității vremurilor în Europa. | [ 100 ]         |
| 1934                                   | Walter Marks                                   | Marks, un deputat australian, a spus Camerei Reprezentanților că Armaghedonul va avea loc în 1934 și va culmina cu Marina Regală care va aduce poporul ales al lui Hristos la Ierusalim. | [ 101 ] [ 102 ] |
| sept. 1935                             | Wilbur Glenn Voliva                            | Evanghelistul credea că lumea va dispărea ca prin farmec în septembrie 1935. | [ 103 ]         |
| 1936                                   | Herbert W. Armstrong                           | Fondatorul Bisericii Internaționale a lui Dumnezeu le-a spus membrilor bisericii că Apocalipsa va avea loc în 1936 și că doar ei vor fi salvați. După ce profeția nu s-a adeverit, a schimbat data de câteva ori. | [ 104 ]         |
| 1941                                   | Martorii lui Iehova                            | O predicție a sfârșitului de la Martorii lui Iehova, un grup care provine din mișcarea studenților biblici. | [ 105 ]         |
| 1943                                   | Herbert W. Armstrong                           | Prima din cele 3 date revizuite de Armstrong, după cea eșuată din 1936. | [ 104 ]         |
| 1947                                   | John Ballou Newbrough                          | Autorul cărții „Oahspe: O nouă biblie” a prevăzut distrugerea tuturor națiunilor și începutul anarhiei post-apocaliptice în acest an. | [ 91 ]          |
| 1951–1960                              | Johann Gottfried Bischoff                      | Pe 25 decembrie 1951, Bischoff a declarat că A doua venire va avea loc înainte de a muri. A murit pe 6 iulie 1960. | [ 106 ]         |
| 21 decembrie 1954                      | Dorothy Martin                                 | Lumea avea să fie distrusă de inundații teribile la această dată, a susținut lidera unei secte care crede în OZN-uri, numită „Frăția celor șapte raze” (Brotherhood of the Seven Rays). Dezbinarea grupului după ce predicția nu s-a adeverit a devenit subiectul cărții din 1956 „Când profeția nu se împlinește”. | [ 107 ]         |
| 22 aprilie 1959                        | Florence Houteff                               | A doua profetă a ramurii Davidienilor a preconizat că apocalipsa din Revelații va avea loc înainte de această dată. Neîmplinirea profeției a dus la despărțirea sectei în mai multe sub-secte, cea mai cunoscută fiind cea condusă de Benjamin și Lois Roden. | [ 108 ]         |
| 4 februarie 1962                       | Jeane Dixon, diverși astrologi indieni         | Jeane Dixon a prezis o aliniere planetară în această zi, care va aduce distrugere pe Pământ. Adunări pentru rugăciune în masă s-au ținut în India. | [ 109 ]         |
| 1967                                   | Jim Jones                                      | Fondatorul sectei Templul Popoarelor (Peoples Temple) a declarat că a avut viziuni că un holocaust nuclear va avea loc în 1967. | [ 110 ]         |
| 20 august 1967                         | George Van Tassel                              | Această zi va marca începutul celui de-al treilea val al Apocalipsei, în timpul căruia sud-estul SUA avea să fie distrus de un atac nuclear sovietic, potrivit acestui profet al OZN-urilor, care pretindea că are informațiile de la un extraterestru pe nume Ashtar. | [ 111 ]         |
| 9 august 1969                          | George Williams                                | Fondatorul „Bisericii Primului Născut” a prezis că a doua întoarcere a lui Cristos va avea loc în această zi. | [ 112 ]         |
| 1969                                   | Charles Manson                                 | Manson a prezis că un război rasist apocaliptic va avea loc în 1969 și a ordonat crimele Tate-LaBianca într-o încercare de a-l declanșa. Manson și-a bazat predicțiile pe interpretarea versurilor albumului omonim Beatles. | [ 113 ]         |
| 1972                                   | Herbert W. Armstrong                           | A treia revizuire a datelor lui Armstrong, după ce profețiile pentru 1936 .âși 1943 nu s-au concretizat. | [ 104 ]         |
| 11-21 ianuarie 1974                    | David Berg                                     | Berg, celebrul lider al mișcării religioase „Copiii lui Dumnezeu” a prezis că va fi o zi a judecății colosală, anunțată de cometa Kohoutek. | [ 114 ]         |
| 1975                                   | Herbert W. Armstrong                           | A patra și ultima predicție falsă a lui Armstrong. | [ 104 ]         |
| 1975                                   | Martorii lui Iehova                            | Începând din 1966, martorii lui Iehova au publicat articole potrivit cărora în toamna lui 1975 se vor împlini 6000 de ani de la crearea omului și dau de înțeles că Armaghedonul se va încheia până atunci. | [ 115 ]         |
| 1976                                   | Brahma Kumaris                                 | Fondatorul Brahma Kumaris, Lekhraj Kirpalani, a făcut mai multe predicții false despre un Armaghedon al convingerilor religioase, numit intern”Distrugere”, iar extern „Transformare”. În timpul Distrugerii, liderii Brahma Kumaris spun că lumea va fi purificată, iar restul omenirii ucisă de războaie nucleare sau civile, sau dezastre naturale, între care scufundarea tuturor continentelor, cu excepția Indiei. Toate celelalte religii vor fi de asemenea distruse, așa că doar ei vor moșteni Pământul pentru 2500 de ani. Aceste predicții au fost în general ascunse celor din afară, iar după ce nu s-au adeverit, au fost șterse din literatura sectei. | [ 116 ]         |
| 1977                                   | John Wroe                                      | Fondatorul Bisericii Creștine Israelite (Christian Israelite Church) a prezis Armaghedonul pentru acest an. | [ 91 ]          |
| 1977                                   | William M. Branham                             | Acest predicator creștin a anunțat venirea lui Cristos nu mai târziu de 1977. | [ 117 ]         |
| 17 febr. 1979                          | Roch Thériault                                 | Thériault, care se numea Moïse (Moise), a condus o comună în sălbăticia din estul Quebecului la sfârșitul anilor 1970. Fost Adventist de Ziua a Șaptea, el a spus grupului său că vor forma centrul unei noi societăți în timpul domniei de 1000 de ani a lui Dumnezeu, de după Armaghedon. | [ 118 ]         |
| 1980                                   | Leland Jensen                                  | În 1978 Jensen a prezis că un dezastru nuclear va avea loc în 1980, urmat de două decenii de conflict, culminând cu Regatul lui Dumnezeu pe pământ. | [ 119 ]         |
| 1981                                   | Chuck Smith                                    | Fondatorul asociației evanghelice „Capela Calvaria” a prezis că generația 1948 va fi ultima, iar lumea se va sfârși în 1981. Smith a precizat că „s-ar putea să nu fie așa”, dar a continuat fraza cu faptul că prezicerea „este o adâncă convingere în inima mea, iar dezvăluirile sunt predicate pe acea convingere”. | [ 120 ] [ 121 ] |
| 10 martie 1982                         | John Gribbin, Stephen Plagemann                | În cartea lor din 1974, „Efectul Jupiter”, afirmau cum că forțele gravitaționale combinate ale planetelor aflate în aliniere ar crea mai multe catastrofe, între care și un cutremur gigantic în Falia San Andreas. | [ 94 ] [ 122 ]  |
| 21 iunie 1982                          | Benjamin Creme                                 | Creme a luat un anunț din ziarul Los Angeles Times care zicea că a doua venire va avea loc în iunie 1982 cu Maitreya și l-a făcut public pe un post TV internațional. | [ 123 ]         |
| 1982                                   | Pat Robertson                                  | Spre sfârșitul anului 1976, Robertson a prezis în emisiunea sa TV 700 Club că lumea se va termina în 1982. | [ 124 ]         |
| 1985                                   | Lester Sumrall                                 | Acest pastor a prezis sfârșitul în acest an, publicând o carte pe acest subiect, numită „Predicția 1985”. | [ 125 ]         |
| 29 aprilie 1986                        | Leland Jensen                                  | Jensen a prezis că cometa Halley va fi atrasă în orbita Pământului pe 29 aprilie 1986, cauzând distrugeri majore. | [ 126 ]         |
| 17 august 1987                         | José Argüelles                                 | Argüelles a pretins că Armaghedonul nu va avea loc doar dacă 144.000 de oameni adunați în anumite locuri ale lumii vor „rezona în armonie” în această zi. | [ 127 ]         |
| 11-13 sept. 1988 3 oct. 1988           | Edgar C. Whisenant                             | Whisenant a prezis în cartea sa „88 de motive pentru care Ziua Judecății ar putea fi în 1988” că aceasta ar putea să se întâmple între 11 și 13 septembrie 1988. După ce acestea nu s-au adeverit, Whisenant a revizuit data pentru 3 octombrie. | [ 128 ]         |
| 30 septembrie 1989                     | Edgar C. Whisenant                             | După ce nici aceasta data nu s-a adeverit, predicția a fost revizuită pentru această zi. | [ 128 ]         |
| 23 aprilie 1990                        | Elizabeth Clare Prophet                        | Prophet a prezis că un război nuclear va începe în această zi, iar lumea se va sfârși 12 ani mai târziu. Și-a convins discipolii să construiască un adăpost anti-atomic, dotat cu provizii și arme. Mai târziu, după ce previziunea nu s-a împlinit, a fost diagnosticată cu epilepsie și boala Alzheimer. | [ 129 ] [ 130 ] |
| 9 septembrie 1991                      | Menachem Mendel Schneerson                     | Acest rabin, născut in Rusia l-a invocat pe Mesia să vină până la începutul anului evreiesc. | [ 131 ]         |
| 1991                                   | Louis Farrakhan                                | Liderul sectei de culoare „Nation of Islam” a declarat că războiul din Golf va fi „războiul Armaghedonului, care este ultimul război”. | [ 132 ]         |
| 28 septembrie 1992                     | Rollen Stewart                                 | Acest creștin re-născut a prezis Judecata de Apoi pentru această zi. | [ 133 ]         |
| 28 octombrie 1992                      | Lee Jang Rim                                   | Lee, liderul bisericii „Misiunea Dami” a prezis că Judecata de Apoi va avea loc în această zi. | [ 134 ]         |
| 1993                                   | David Berg                                     | Berg a prezis că necazul va începe în 1989 și a doua venire va avea loc în 1993. | [ 135 ]         |
| 2 mai 1994                             | Neal Chase                                     | Acest lider al sectei Bahaí a prezis că New Yorkul va fi distrus de o bombă nucleară pe 23 martie 1994 iar bătălia Armaghedonului va avea loc 40 de zile mai târziu. | [ 136 ]         |
| 6 sept. 1994 29 sept. 1994 2 oct. 1994 | Harold Camping                                 | Camping a prezis Judecata de Apoi pe 6 septembrie 1994. După ce nu s-a adeverit, a revizuit data pentru 2 octombrie. | [ 137 ] [ 138 ] |
| 31 martie 1995                         | Harold Camping                                 | A patra dată prezisă de Camping pentru Sfârșit. Aceasta va fi ultima predicție a lui Camping, până în 2011. | [ 137 ]         |
| 17 decembrie 1996                      | Sheldan Nidle                                  | Medium-ul din California Sheldan Nidle a prezis că lumea se va sfârși la această dată, cu apariția a 16 milioane de nave spațiale și a unui număr masiv de îngeri. | [ 139 ]         |
| 26 martie 1997                         | Marshall Applewhite                            | Applewhite, lider al sectei Heaven's Gate (Poarta Raiului), a declarat că o navă spațială este pe urmele cometei Hale-Bopp și a susținut că sinuciderea este „singura cale de a evacua Pământul”, astfel încât membrii sectei să poată să ajungă la bordul navei și de acolo să fie duși la un „nivel de existență supra-uman”. Applewhite și 38 dintre discipolii săi s-au sinucis în masă. | [ 140 ]         |
| 10 aug. 1997                           | Aggai                                          | Episcopul din Edessa din secolul I a prezis că această dată va fi data nașterii lui Antihrist și sfârșitul universului. | [ 141 ]         |
| 23 oct. 1997                           | James Ussher                                   | Acest arhiepiscop irlandez din sec. XVII a prezis că la această dată se vor împlini 6000 de ani de la Creație și, implicit, sfârșitul lumii. | [ 142 ]         |
| 31 martie 1998                         | Chen Tao                                       | Hon-Ming Chen, lider al sectei taiwaneze „Biserica Mântuirii lui Dumnezeu”, sau „Chen Tao” – „Adevărata cale” – a pretins că Dumnezeu va veni pe Pământ într-o farfurie zburătoare, la ora 10 dimineața în această zi. În plus, Dumnezeu va lua forma fizică a lui Chen însuși. Chen a ales să își înființeze secta în Garland, Texas, pentru că i s-a părut că sună ca și „God’s land” (țara lui Dumnezeu). Pe data de 25 martie, Dumnezeu ar fi trebuit să apară pe canalul 18 de televiziune, peste tot în SUA. | [ 143 ]         |
| Iulie 1999                             | Nostradamus                                    | O profeție atribuită lui Nostradamus care spune că „regatul terorii” va veni din cer în anul „1999 și 7 luni” a creat panică în acea perioadă. | [ 144 ]         |
| 18 august 1999                         | The Amazing Criswell                           | Data prezisă pentru sfârșitul lumii, conform acestui medium, binecunoscut pentru predicții false. | [ 145 ]         |
| 11 septembrie 1999                     | Philip Berg                                    | Berg, decan al centrului internațional „Kabbalah Centre” a susținut că pe această dată „o minge de foc va coborî din cer, distrugând aproape toată specia umană, toată vegetația și toate formele de viață”. | [ 146 ]         |
| 1999                                   | Charles Berlitz                                | Acest lingvist a prezis că sfârșitul va avea loc în acest an, precizând că ar putea implica un dezastru nuclear, un impact cu un asteroid, schimbarea polilor sau alte schimbări ale Pământului. | [ 147 ]         |
|                                        | Hon-Ming Chen                                  | Secta lui Hon-Ming-Chen, „Biserica Mântuirii lui Dumnezeu”, mutată acum undeva în nordul statului New York, a predicat că un holocaust nuclear va distruge Europa și Asia undeva între 1 octombrie și 31 decembrie 1999 | [ 148 ]         |
|                                        | James Gordon Lindsay                           | Acest predicator a susținut că Marea Tribulație va începe înainte de anul 2000 | [ 149 ]         |
|                                        | Timothy Dwight IV                              | Președintele Universității Yale a prevăzut Mileniul lui Cristos începând cu anul 2000. | [ 150 ]         |
|                                        | Nazim Al-Haqqani                               | Acest șeic musulman sufi a prezis că Judecata de Apoi va avea loc înainte de anul 2000. | [ 151 ]         |
| 1 ianuarie 2000                        | diverși                                        | Înainte și în timpul anului 1999 au apărut mai multe previziuni despre un virus informatic, numit Y2K, care va infecta multe computere la miezul nopții de 31 decembrie 1999 și va cauza defecțiuni care vor duce la catastrofe majore în toată lumea, iar societatea va înceta să funcționeze. | [ 152 ]         |
|                                        | Credonia Mwerinde, Joseph Kibweteere           | Aproximativ 778 de discipoli ai acestei mișcări religioase din Uganda au pierit într-un incendiu și o serie de otrăviri și crime, fie sinucideri în masă, fie crime în masă înscenate de liderii grupului după ce previziunile lor despre apocalipsă nu s-au concretizat. |                 |
|                                        | Jerry Falwell                                  | Falwell a avut o viziune cu Dumnezeu la judecata finală pentru această zi. | [ 153 ]         |
|                                        | Tim LaHaye, Jerry B. Jenkins                   | Acești autori creștini au declarat că virusul Y2K va declanșa un haos economic global, care va duce Antichristul la putere. Cum data se apropia, și-au schimbat totuși părerea. | [ 154 ]         |
| 6 aprilie 2000                         | James Harmston                                 | Liderul sectei „Adevărata Biserică a lui Isus Cristos și a sfinților de pe urmă” a prezis a doua venire a lui Hristos pentru această zi. | [ 155 ]         |
| 5 mai 2000                             | Organizația religioasă „Nuwaubian Nation”      | Această organizație a pretins că alinierea planetelor va cauza un „holocaust stelar”, atrăgând planetele către Soare în această zi. | [ 156 ]         |
| 2000                                   | Peter Olivi                                    | Acest teolog din sec. XIII a scris că Anticristul va veni la putere între anii 1300 și 1340, iar Judecata de Apoi va fi în jurul anului 2000. | [ 157 ]         |
|                                        | Isaac Newton                                   | Newton a prezis în cartea sa „Observații pe marginea profețiilor lui Daniel și a Apocalipsei după Ioan” că Mileniul lui Cristos va începe în anul 2000 |                 |
|                                        | Ruth Montgomery                                | Mediumul a prezis că axa Pământului se va schimba, iar Anticristul se va face cunoscut în acest an. | [ 158 ]         |
|                                        | Edgar Cayce                                    | Mediumul a prezis a doua venire pentru acest an. | [ 159 ]         |
|                                        | Sun Myung Moon                                 | Fondatorul „Bisericii Unificării” a prezis că Împărăția Cerurilor va începe în acest an. | [ 160 ]         |
|                                        | Ed Dobson                                      | Pastorul a prezis sfârșitul în cartea sa „Sfârșitul: De ce Isus s-ar putea întoarce până în anul 2000.” | [ 161 ]         |
|                                        | Lester Sumrall                                 | Acest preot a prezis sfârșitul în cartea sa „Prezic 2000”. | [ 162 ]         |
|                                        | Jonathan Edwards                               | Acest predicator din sec. XVIII a prezis că domnia de 1000 de ani a lui Cristos va începe în acest an. | [ 163 ]         |

### Secolul XXI
| Data                           | Cine a făcut prezicerea             | Descriere | Referințe       |
| 2001                           | Tynnetta Muhammad                   | Redactorul ziarului „Nation of Islam” a prezis că sfârșitul va fi în acest an. | [ 164 ]         |
| 2002                           | Diverși Yoruba                      | Preoții Yoruba au prezis tragedii și crize dramatice în 2002, cum ar fi lovituri de stat, război, epidemii și inundații. |                 |
| 27 mai 2003                    | Nancy Lieder                        | Lieder a prevăzut inițial data pentru coliziunea cu Nibiru pentru mai 2003. Conform site-ului personal, extratereștrii din sistemul solar Zeta Reticuli i-au trimis mesaje printr-un implant cerebral despre o planetă care va intra în [sistemul nostru solar și va cauza o schimbare a polilor Pământului, care va distruge majoritatea omenirii. | [ 165 ]         |
| 30 oct. - 29 nov. 2003         | Aum Shinrikyo                       | Secta japoneză a prezis că lumea va fi distrusă de un război nuclear între 30 octombrie și 29 noiembrie 2003. | [ 166 ]         |
| 12 septembrie 2006             | Secta House of Yahweh               | Yisrayl Hawkins, Pastor și clarvăzător al acestei secte din Abilene, Texas a prezis începutul unui război nuclear pe 12 septembrie 2006. | [ 167 ]         |
| 29 aprilie 2007                | Pat Robertson                       | În cartea sa din 1990, „Noul mileniu”, Robertson a sugerat distrugerea Pământului pentru această dată. | [ 168 ]         |
| mai 2008                       | Piotr Kuznețov                      | Adepții lui Kuznețov, 31 de adulți și 4 copii (unul de 18 luni), au intrat într-o peșteră din Rusia în noiembrie 2007 crezând că vor fi feriți de o apocalipsă care va avea loc în primăvară. Kuzentsov nu li s-a alăturat inițial; a încercat să se sinucidă când unii au părăsit peștera în primăvară. Când toți adepții au părăsit peștera în primăvară, doi adulți muriseră. | [ 169 ]         |
| 2010                           | Ordinul Hermetic al Apusului de Aur | Această organizație a prezis că sfârșitul lumii va avea loc în cursul acestui an. | [ 170 ] [ 171 ] |
| 21 mai 2011                    | Harold Camping                      | Camping a prezis că Apocalipsa prin cutremure devastatoare va avea loc pe 21 mai 2011, iar Dumnezeu va lua aproximativ 3% din populația lumii în rai, iar Sfârșitul lumii va fi 5 luni mai târziu, pe 21 octombrie. | [ 172 ]         |
| 29 septembrie 2011             | Ronald Weinland                     | Ronald Weinland a declarat că Isus Cristos se va întoarce în această zi. El a prezis explozii nucleare în orașele port ale SUA în iulie 2008, ca fiind a Doua Trâmbiță a Revelației. După ce profeția nu s-a adeverit, a schimbat data pentru revenirea lui Cristos pe 27 mai 2012. | [ 173 ]         |
| 21 octombrie 2011              | Harold Camping                      | După ce prima dată nu s-a confirmat, Camping și-a revizuit predicția și a declarat că pe 21 mai va avea loc o „Judecată Spirituală”, iar Apocalipsa și sfârșitul lumii vor avea loc pe 21 octombrie 2011. | [ 172 ]         |
| August-octombrie 2011          | C/2010 X1; diverși                  | Au existat temeri că cometa Elenin, în traiectoria ei între Pământ și Soare va cauza perturbări ale crustei Pământului, cauzând cutremure masive și valuri seismice. Alții au prezis că cometa se va ciocni de Pământ pe 16 octombrie. Oamenii de știință au încercat să calmeze spiritele, declarând ca niciunul dintre aceste evenimente nu este posibil. | [ 174 ]         |
| 27 mai 2012                    | Ronald Weinland                     | Ronald Weinland a declarat ca Isus Cristos se va întoarce și lumea se va sfârși în această dată. | [ 175 ]         |
| 30 iunie 2012                  | José Luis de Jesús                  | José Luis de Jesús a prezis că guvernele și economiile lumii se vor prăbuși în această zi, iar el și discipolii săi se vor transforma astfel încât să poată zbura și trece prin ziduri. | [ 176 ]         |
| 21 decembrie 2012              | diverși                             | Așa-numita Apocalipsa Maya, la finalul calendarului mayaș. Pământul va fi distrus de un asteroid, Nibiru, sau alt obiect interplanetar, de o invazie extraterestră sau de o supernovă. Istoricii care au studiat civilizația Maya au declarat că nu există preziceri Maya în legătură cu apocalipsa și că ideea că calendarul mayaș se încheie în 2012 reprezintă în mod eronat cultura și civilizația Maya [94][95][96]. Oameni de știință de la NASA, împreună cu experți arheologi au declarat că niciunul din aceste evenimente nu este posibil. | [ 177 ] [ 178 ] |
| 23 august 2013                 | Grigori Rasputin                    | Rasputin a prezis că o furtună va avea loc în această zi, iar focul va distruge mare parte din viața de pe Pământ. Isus se va întoarce pentru a-i alina pe cei în nevoie. | [ 179 ]         |
| Aprilie 2014 – septembrie 2015 | John Hagee și Mark Blitz            | Așa-numita „Profeție a Lunii Însângerate”, prima făcută de Mark Blitzin 2008 iar apoi de John Hagee în 2014. Acești pastori au declarat că tetrada din 2014 și 2015 ar reprezenta profețiile din biblie cu privire la a doua venire a lui Iisus Hristos. | [ 180 ] [ 181 ] |
| 29 iulie 2016                  | Profețiile sfârșitului timpului     | Un video viral pe YouTube publicat de canalul „Profețiile sfârșitului timpului” a declarat că lumea se va sfârși la această dată. S-a prezis o inversare a polilor Pământului, ceea ce ar cauza smulgerea atmosferei de către suprafața terestră ca un vacuum, cauzând un „nor cascadă” care va acoperi planeta. Un mega-cutremur va urma după aceea. |                 |
| 23 sept. –15 oct. 2017         | David Meade                         | Teoreticianul conspirației David Meade a prezis că Nibiru va deveni vizibil pe cer și va distruge „în curând” Pământul. | [ 182 ]         |
| 23 apr. 2018                   | David Meade                         | După ce predicția sa din 2017 a eșuat, Meade a prezis că răpirea va avea loc și că lumea se va sfârși la această dată. | [ 183 ] [ 184 ] |
| 9 iun. 2019                    | Ronald Weinland                     | Weinland, care a prezis anterior că lumea se va sfârși în 2011, 2012 și apoi 2013, a prezis în 2018 că Isus se va întoarce pe 9 iunie 2019. Înainte de apariția datei, a început să-și exprime câteva îndoieli cu privire la propria sa predicție. | [ 185 ] [ 186 ] |
| 2020                           | Jeane Dixon                         | Dixon a prezis că Armaghedonul va avea loc în 2020. Ea a prezis anterior că lumea se va sfârși pe 4 februarie 1962. | [ 187 ]         |

## Cronologie
- În anii 33, 666, 900, 999 (666 răsturnat), 1000, 1013, 1033, 1492, 1584, 1666, 1844, 1899, 1900, 2011 - sfârșitul lumii a fost așteptat de anumite societăți oculte (mai ales creștine), pe baza diferitelor interpretări ale Bibliei și tradițiilor sacre ale profeților, dar și pe baza diferitele sisteme de referință din fiecare calendar.
- 21 martie 1843 - 21 martie 1844: William Miller (a fondat miscarea milerita)
- 1891: Joseph Smith (cel care a creat secta mormonilor) a prezis în 1935 că peste 45 de ani va avea loc A Doua Venire a lui Iisus Hristos
- 1910: Cometa Halley. Pe data de 18 mai 1910, omenirea a fost înspăimântată, și a crezut că vine Sfârșitul Lumii. Trecerea Cometei Halley, foarte aproape de Pământ, a produs mare panică, deoarece în 1881, un astronom a descoperit prin analiză spectrală, existența gazului mortal cianogen în coada cometei. Astfel a apărut teama că la trecerea Pământului prin coada cometei în 1910 planeta noastră va fi afectată de acest gaz care este legat de cianură, așa cum sugerează numele său.
- 1914 „Sfârșitul lumii după Martorii lui Iehova”. Martorii lui Iehova au calculat și ei „cu precizie” data la care se va sfârși lumea. Chiar de mai multe ori. Charles Taze Russell, care a pus bazele revistei Watch Tower, a estimat că Isus Hristos va ajunge pe pământ în 1914, dată neconfirmată.
- 17 decembrie 1919. Meteorologul Albert Porta a prezis că la 17 decembrie 1919 o conjuncție de șase planete va provoca un curent magnetic, care va străpunge soarele, iar din cauza exploziei o mare de flăcări și de gaze va înghiți Pământul. Predicția a condus la acte de violență și la numeroase sinucideri.
- „21 decembrie 1954” Profeții venite din SUA prevedeau că Extratereștrii ar fi trebuit să vină, ca să ne ducă pe o altă planetă. Totul s-a dovedit o mare farsă.
- 1969 – „Apocalipsa lui Manson”. Charles Manson a crezut că tensiunile rasiale din SUA vor conduce la o confruntare apocaliptică, după care trupa “Manson Family“ va conduce lumea. Când nu s-a întâmplat nimic, Manson a început să ucidă oameni. Este închis pe viață, pentru crime.
- 1980 – „Apocalipsa politică”. Un evanghelist din SUA, Hal Lindsey, a crezut că Uniunea Europeană, pe care el a numit-o Statele Unite ale Europei, conduse de un Antihrist, va deveni dușmanul SUA și a celorlalte state, și de aici va izbucni războiul apocaliptic final. El a stabilit chiar și o dată pentru sfârșitul lumii, dată neconfirmată.
- 1982: Pat Robertson
- 10 martie 1982 – „Efectul Jupiter”. Doi astrofizicieni, John Gribben și Stephen Plagemann, au lansat în 1974 termenul de “Efectul Jupiter”. Ei afirmau că este vorba despre alinierea tuturor cele nouă planete pe data de 10 martie 1982. La acea dată funestă, ar fi trebuit să se creeze o atracție gravitațională care să provoace o creștere uriașă a petelor solare, a intensității razelor soarelui și a cutremurelor. Profeția s-a soldat, ca și toate celelalte profeții, într-un fiasco.
- 11-13 septembrie 1988. În anul 1988, un fost inginer de la NASA, Edgar Whisenant, a scris cartea “88 motive pentru care ar putea fi Apocalipsa în 1988″, carte vândută în 4,5 milioane de exemplare. Profeție neîmplinită.
- 1993 „Apocalipsa oprită de FBI”. Peste 100 de persoane, în frunte cu liderul lor, David Koresh, s-au baricadat în sediul Adventiștilor Davidieni, o fermă în Waco, Texas, în așteptarea sfârșitului lumii. Ferma a fost înconjurată de FBI, iar după a 51-a zi de asediu, 76 din cei aflați în interior, inclusiv Koresh, au murit într-un incendiu.
- 1997: Heaven's Gate, legat de Cometa Hale-Bopp, sau Marea Cometă, din 1997, care a fost probabil cea mai observată cometă a secolului al XX-lea și una dintre cele mai strălucitoare din ultimele decenii. Membrii cultului Heaven’s Gate au crezut ca acest obiect ar fi o navă spațială extraterestră care vine să îi ridice. Singura modalitate de a supraviețui sfârșitului lumii a fost, în viziunea lor, sinuciderea în masă, pentru ca sufletele lor să călătorească în spatele cometei în nava spațială. Cadavrele celor 38 de adepți s-au găsit într-o casă în California, pe 26 martie 1997.
- august 1999: Nostradamus ar fi prezis că va veni sfârșitul lumii (conform interpretărilor).
- 1 ianuarie 2000 - mulți oameni se temeau că apocalipsa va fi provocată de calculatoarele care nu vor recunoaște diferența dintre anii 2000 și 1900 datorită folosirii doar a ultimelor două cifre pentru a nota anii.
- Anul 2000 - Zeci de culte creștine au susținut că trecerea în noul mileniu ar coincide cu cea de a doua venire a lui Isus Hristos, respectiv Apocalipsa.
- 5 mai 2000: Richard Noone - prin topirea ghețarilor
- 2006 - 2008: Ronald Weinland a prezis că sute de milioane de oameni vor muri, iar începând cu sfârșitul anului 2006, "va exista un timp maxim de doi ani înainte de sfârșitul lumii, în toamna anului 2008 Statele Unite nu vor mai fi o putere mondială și nu vor mai exista ca o națiune independentă.
- Anul 2008 – „Apocalipsa de la Geneva” – Pornirea acceleratorului gravitațional de la Geneva la 10 septembrie 2008 a generat temeri că sfârșitul lumii va fi declanșat de o "gaură neagră" care va înghiți pământul.
- În mai 2011, predicatorul radio Harold Camping a atras atenția presei internaționale cu previziunile sale potrivit cărora Ziua Judecății va veni pe 21 mai.[188] Potrivit lui Camping, această zi îngrozitoare va fi urmată de o luna de chin.
- 21 decembrie 2012 în Calendarul Maiaș. Dintre toate previziunile referitoare la Sfârșitul Lumii, niciunul nu a fost atât de mediatizat ca cel din 21.12. 2012, denumit și Fenomenul 2012 dar și această previziune a rămas neîndeplinită.
- decembrie 2012 - 2013 - Mai multe scenarii privind sfârșitul lumii, inclusiv alinierea galactică, calendarul lung mezoamerican, o inversare geomagnetică, război nuclear, coliziune cu planeta Nibiru sau cu un alt obiect interplanetar, invazie extraterestră, distrugerea planetei de o supernovă gigantă și/sau chiar o apocalipsă zombie. David Morrison și alți oameni de știință de la NASA, alături de arheologi experți, (dar chiar și maiașii) au declarat că niciunul dintre aceste evenimente nu este posibil.
- 2020-2037: Mediumul Jeane Dixon a susținut că Armaghedonul va avea loc în 2020 și că Iisus se va întoarce pentru a învinge nesfânta Treime al lui Antihrist, Satana și profetul mincinos între anii 2020 și 2037. Dixon a mai prezis anterior că lumea se va sfârși la 4 februarie 1962.[189]
- 2116 - Sfârșitul lumii prin căderi de meteoriți.[190] Potrivit unor calcule făcute de oameni de știință germani, sfârșitul calendarului maiaș este în 2116.[191]
- 2239 - Conform unor scrieri ebraice, Mesia ar trebui să vină la 6000 ani de la crearea lui Adam, iar lumea ar putea fi, eventual, distrusă 1000 ani mai târziu.[192]
- 3797 - data sfârșitului lumii, scrisă de Nostradamus în lucrarea "Scrisoare către fiul meu Cezar".[193]

- Anul 10.000 - Dacă tendințele globalizării conduc la panmixie, variația genetică umană nu va mai fi regionalizată, deoarece mărimea necesară a populație va fi egală cu dimensiunea reală a populației.[194] Omenirea are o probabilitate de 95% de a fi devenit extinctă până la această dată, conform formulării fizicianului australian Brandon Carter a controversatului argument al Sfârșitul Lumii, care prezice numărul de viitori membri ai speciei umane pe baza estimării numărului total de oameni născuți până în prezent.
- peste 500.000 de ani - Pământul va fi probabil lovit de un asteroid de aproximativ 1 km în diametru, presupunând că nu poate fi evitat.
- peste 7,8 milioane de ani - Omenirea are o probabilitate de 95% de a fi extinctă până la această dată, conform formulării lui J. Richard Gott a controversatului argument al Sfârșitul Lumii.[195]
- peste 100 milioane de ani - Pământul va fi probabil lovit de un asteroid comparabil ca dimensiune cu cel care a declanșat Extincția Cretacic–Paleogen în urmă cu 66 de milioane de ani, presupunând că acest lucru nu poate fi evitat
- peste 1,3 miliarde de ani - Viața eucariotă se stinge pe Pământ din cauza nivelului scăzut de dioxid de carbon. Rămân doar procariotele care dispar peste 1,6 miliarde de ani în viitor.
- peste 5,4 miliarde de ani - Soarele  părăsește secvența principală și începe să evolueze într-o gigantă roșie.
- peste 7,59 miliarde de ani - Pământul și Luna sunt foarte probabil distruse prin căderea în Soare, chiar înainte ca Soarele să atingă vârful fazei sale de gigantă roșie și raza sa maximă va fi de 256 de ori mai mare decât cea actuală.
- peste 22 miliarde de ani - Sfârșitul Universului în scenariul Big Rip, presupunând un model de energie întunecată cu w = -1,5.[196] Cu toate acestea, observațiile privind viteza roiurilor de galaxii de către Observatorul de raze X Chandra sugerează că adevărata valoare a lui w este aprox, −0,991, ceea ce înseamnă că Big Rip nu va avea loc.
- {\displaystyle 10^{10^{10^{56}}}} - efectele cuantice încep să genereze un nou Big Bang, rezultând un nou univers.

## Alte informații
Istoricul și scriitorul francez Luc Mary a enumerat 183 de preziceri privind sfârșitul lumii după prăbușirea Imperiului Roman..